# Renuncia

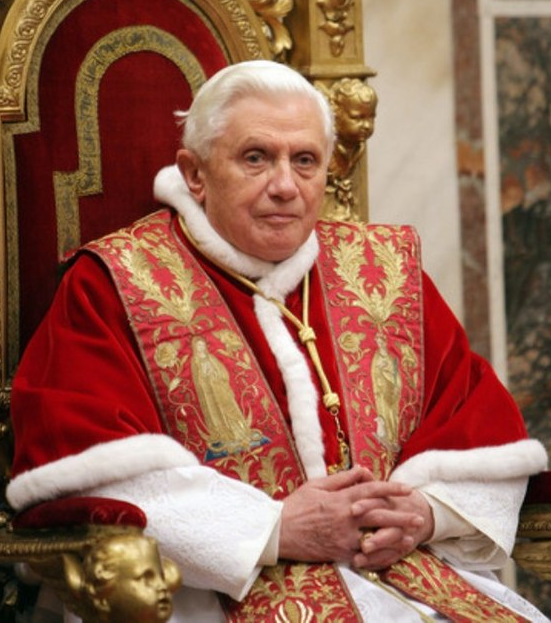
Un ejemplo de renuncia a un cargo, fue con la renuncia de Benedicto XVI, quien renunció al cargo de papa en 2013, debido a su avanzada edad, siendo el sexto papa que renunció a su cargo.

La renuncia o dimisión es el acto jurídico unilateral por el cual una persona manifiesta su voluntad de discontinuar permanente o temporalmente el goce de un derecho o de extinguir un vínculo jurídico.

## Características de la renuncia
- Es un acto jurídico, destinado a producir consecuencias de derecho.
- Es unilateral, perfeccionándose por la manifestación de voluntad del titular del derecho, sin necesidad de que otra persona acepte la renuncia para que esta sea efectiva.
- Es abstracta, es decir, es irrelevante la causa que lleva a la renuncia del derecho.
- Es irrevocable, ya que una vez firme la renuncia, el derecho renunciado desaparece del patrimonio del renunciante, y por ende, este no puede reincorporarlo por su mera voluntad otra vez.
- Es generalmente consensual, aunque para ciertas renuncias, la ley establece solemnidades especiales.
- Es abdicativa, ya que no es el renunciante, sino la ley, la que dispone a qué patrimonio irá a dar el derecho renunciado.
- Es liberatoria, ya que al desaparecer el derecho del patrimonio del renunciante, se marchan con él todas las cargas, gravámenes y obligaciones inherentes a ese derecho; esto es una aplicación del principio según el cual "lo accesorio sigue la suerte de lo principal".

## Requisitos de la renuncia
Para que la renuncia sea eficaz requiere:
- El derecho debe mirar solo al interés individual del renunciante.
- En el derecho no está comprometido el interés público, social o de otra persona.
- La renuncia del derecho no debe estar prohibida por la ley.
- La renuncia no se presume, siempre debe ser expresa.